# Partiti politici in Spagna
Questa pagina raccoglie i partiti politici presenti in Spagna.
In Spagna vige un sistema multi-partitico, con due partiti principali: il Partito Popolare (PP) e il Partito Socialista Operaio Spagnolo (PSOE).
In passato si riteneva che la Spagna avesse un sistema bipartitico dominato dal PSOE e dal PP; tuttavia, l'attuale composizione non prevede alcuna formazione o coalizione con un numero di seggi sufficiente a rivendicare una maggioranza parlamentare nelle Corti Generali bicamerali (ossia il Congresso nazionale dei deputati e la rappresentanza regionale al Senato). I partiti regionali possono essere forti nelle comunità autonome, in particolare in Catalogna e nei Paesi Baschi, e sono spesso essenziali per le coalizioni di governo nazionali.

## Formazioni politiche nazionali in Spagna
- Partito Popolare (Partido Popular, PP): partito principale di centro-destra, conservatore, cattolico ed economicamente liberale, che costituisce il gruppo più numeroso al Congresso[2] e al Senato e guida l'opposizione parlamentare. Il Partito Popolare ha origine dalla rifondazione dell'Alleanza Popolare (AP) nel 1989[3]. Il partito ha governato dal 1996 al 2004 e dal 2011 al 2018.
- Partito Socialista Operaio Spagnolo (Partido Socialista Obrero Español, PSOE): partito socialdemocratico principale di centro-sinistra legato al sindacato Unione Generale dei Lavoratori (Unión General de Trabajadores, UGT). Il Partito dei Socialisti di Catalogna (Partit dels Socialistes de Catalunya, PSC) agisce come organo del partito in Catalogna. Il partito ha governato dal 1982 al 1996, dal 2004 al 2011 e dal 2018.
- Vox: partito di destra o di estrema destra che si è separato dal Partito Popolare nel 2014[4]; le sue ideologie principali sono il conservatorismo sociale e nazionale, il liberalismo economico e il centralismo (ovvero una forte opposizione ai nazionalismi periferici della Spagna). Vox si oppone ai movimenti LGBT in Spagna[5] e sostiene la retorica anti-LGBT all'estero[6][7], rifiuta il federalismo europeo[8] e difende la limitazione della naturalizzazione degli immigrati di origine magrebina[9]. È alleato con altri partiti politici di destra o di estrema destra dell'America Latina[10][11], l'italiano Fratelli d'Italia[12] e l'ungherese Fidesz[13].
- Sumar: una lista elettorale di sinistra e progressista fondata nel 2022, costituita come partito politico strumentale. Conforma un'alleanza di formazioni di sinistra, alcune delle quali in passato facevano parte delle alleanze politiche Unidas Podemos e Más País, tra cui Sinistra Unita, Más Madrid e Verdes Equo a livello nazionale e i regionali Compromís, Chunta Aragonesista e Batzarre, tra gli altri. Come la precedente Unidas Podemos, Sumar forma una coalizione con il PSOE.
- Podemos: partito politico di sinistra fondato nel 2014 in seguito alle proteste del Movimento 15-M. È stato al governo come socio minore del PSOE dal 2020 al 2023, all'interno dell'alleanza Unidas Podemos.
- Ciudadanos (CS): partito liberale e nazionalista spagnolo di centro-destra[14]. Sostiene un alto grado di decentramento politico, ma rifiuta il diritto all'autodeterminazione delle comunità autonome. Un tempo terza forza del Congresso, il suo sostegno popolare è diminuito drasticamente nelle elezioni generali del novembre 2019[15][16]. Il partito ha stabilito un'alleanza elettorale con il PP nei Paesi Baschi[17]. Non ha partecipato alle ultime elezioni generali.

## Partiti con rappresentanza parlamentare

### Partiti rappresentati alle Corti Generali
| Partito | Partito | Partito                                                                                 | Leader               | Collocazione                     | Ideologia principale                                                               | Congresso dei deputati | Senato    | Parlamento Europeo | Parlamenti regionali | Consigli comunali |
| ------- | ------- | --------------------------------------------------------------------------------------- | -------------------- | -------------------------------- | ---------------------------------------------------------------------------------- | ---------------------- | --------- | ------------------ | -------------------- | ----------------- |
|         |         | Partito Popolare (PP) Partido Popular                                                   | Alberto Núñez Feijóo | Centro-destra                    | - Conservatorismo - Cristianesimo democratico                                      | 137 / 350              | 140 / 265 | 12 / 59            | 452 / 1 258          | 23 412 / 66 979   |
|         |         | Partito Socialista Operaio Spagnolo (PSOE) Partido Socialista Obrero Español            | Pedro Sánchez        | Centro-sinistra                  | - Socialdemocrazia                                                                 | 121 / 350              | 88 / 265  | 20 / 59            | 354 / 1 258          | 20 784 / 66 979   |
|         |         | Vox                                                                                     | Alberto Núñez Feijóo | Destra radicale / Estrema destra | - Populismo di destra - Ultranazionalismo - Conservatorismo nazionale              | 33 / 350               | 3 / 265   | 4 / 59             | 119 / 1 258          | 1 695 / 66 979    |
|         |         | Sumar                                                                                   | Yolanda Díaz         | Sinistra / Sinistra radicale     | - Progressismo - Populismo di sinistra - Ambientalismo                             | 26 / 350               | 2 / 265   | 3 / 59             | 38 / 1 258           | 1 995 / 66 979    |
|         |         | Podemos                                                                                 | Ione Belarra         | Sinistra                         | - Socialismo democratico - Populismo di sinistra                                   | 5 / 350                | 0 / 265   | 3 / 59             | 17 / 1 258           | 1 995 / 66 979    |
|         |         | Sinistra Repubblicana di Catalogna (ERC) Esquerra Republicana de Catalunya              | Oriol Junqueras      | Centro-sinistra                  | - Indipendentismo catalano - Nazionalismo di sinistra - Socialdemocrazia           | 7 / 350                | 6 / 265   | 2 / 59             | 33 / 1 258           | 2 903 / 66 979    |
|         |         | Ciudadanos (CS)                                                                         | Patricia Guasp       | Centro / Destra                  | - Liberalismo - Nazionalismo spagnolo                                              | 0 / 350                | 0 / 265   | 7 / 59             | 9 / 1 258            | 392 / 66 979      |
|         |         | Junts per Catalunya (JxCat)                                                             | Laura Borràs         | Centro-destra / Destra           | - Indipendentismo catalano - Populismo                                             | 7 / 350                | 3 / 265   | 3 / 59             | 32 / 1 258           | 2 683 / 66 979    |
|         |         | Euskal Herria Bildu (EH Bildu)                                                          | Arnaldo Otegi        | Sinistra                         | - Indipendentismo basco - Nazionalismo di sinistra (Ezker abertzalea) - Socialismo | 6 / 350                | 5 / 265   | 0 / 59             | 30 / 1 258           | 1 399 / 66 979    |
|         |         | Partito Nazionalista Basco (EAJ/PNV) Euzko Alderdi Jeltzalea Partido Nacionalista Vasco | Andoni Ortuzar       | Centro                           | - Nazionalismo basco - Cristianesimo democratico - Socialdemocrazia                | 2 / 350                | 1 / 265   | 0 / 59             | 27 / 1 258           | 65 / 66 979       |
|         |         | Más País–Verdes Equo (MP-VE)                                                            | Íñigo Errejón        | Sinistra                         | - Ambientalismo - Democrazia diretta - Alter-globalizzazione                       | 2 / 350                | 0 / 265   | 1 / 59             | 27 / 1 258           | 65 / 66 979       |
|         |         | Coalizione Canaria (CC) Coalición Canaria                                               | Fernando Calvijo     | Centro / Centro-destra           | - Regionalismo - Nazionalismo canario - Centrismo                                  | 1 / 350                | 0 / 265   | 0 / 59             | 19 / 1 258           | 304 / 66 979      |
|         |         | Coalició Compromís (Compromís)                                                          | Joan Baldoví         | Sinistra                         | - Valencianismo - Ecosocialismo - Ambientalismo                                    | 1 / 350                | 1 / 265   | 0 / 59             | 15 / 1 258           | 662 / 66 979      |
|         |         | Blocco Nazionalista Galiziano (BNG) Bloque Nacionalista Galego                          | Ana Pontón           | Sinistra                         | - Nazionalismo galiziano - Nazionalismo di sinistra - Socialismo                   | 1 / 350                | 1 / 265   | 1 / 59             | 19 / 1 258           | 590 / 66 979      |
|         |         | Unión del Pueblo Navarro (UNP)                                                          | Javier Esparza       | Centro-destra                    | - Conservatorismo - Cristianesimo democratico - Regionalismo                       | 1 / 350                | 1 / 265   | 0 / 59             | 15 / 1 258           | 298 / 66 979      |
|         |         | Més per Mallorca (Més)                                                                  | Joan Baldoví         | Sinistra                         | - Nazionalismo di sinistra - Socialismo democratico - Ambientalismo                | 0 / 350                | 1 / 265   | 0 / 59             | 4 / 1 258            | 118 / 66 979      |
|         |         | Geroa Bai (GBai)                                                                        | Uxue Barkos          | Centro-sinistra                  | - Nazionalismo basco - Socialdemocrazia                                            | 0 / 350                | 1 / 265   | 0 / 59             | 7 / 1 258            | 50 / 66 979       |
|         |         | Agrupación Socialista Gomera (ASG)                                                      | Casimiro Curbelo     | Centro / Sinistra                | - Regionalismo - Socialdemocrazia                                                  | 0 / 350                | 1 / 265   | 0 / 59             | 3 / 1 258            | 34 / 66 979       |
|         |         | Agrupación Herreña Independiente (AHI)                                                  | Narvay Quintero      | Centro                           | - Regionalismo - Nazionalismo canario - Centrismo                                  | 0 / 350                | 1 / 265   | 0 / 59             | 1 / 1 258            | 9 / 66 979        |

1. ↑  Parte di Sumar dal 2023
2. ↑  Parte di Sumar dal 2023
3. ↑  Parte di Sumar dal 2023

### Partiti rappresentati nei parlamenti regionali
| Partito | Partito | Partito                                                                                      | Leader               | Collocazione                 | Ideologia principale                                                | Parlamenti regionali | Consigli comunali | Regione                    |
| ------- | ------- | -------------------------------------------------------------------------------------------- | -------------------- | ---------------------------- | ------------------------------------------------------------------- | -------------------- | ----------------- | -------------------------- |
|         |         | España Vaciada (EV)                                                                          | Tomás Guitarte       | Centro-sinistra / Centro     | - Localismo - Ruralismo                                             | 6 / 1 258            | 0 / 66 979        |                            |
|         |         | Partito Regionalista di Cantabria (PRC) Partido Regionalista de Cantabria                    | Miguel Ángel Revilla | Centro-sinistra / Centro     | - Regionalismo - Centrismo                                          | 8 / 1 258            | 351 / 66 979      | Cantabria                  |
|         |         | Foro Asturias (Foro)                                                                         | Carmen Moriyón       | Centro-destra                | - Regionalismo - Conservatorismo                                    | 1 / 1 258            | 49 / 66 979       | Asturie                    |
|         |         | Candidatura di Unità Popolare (CUP) Candidatura d'Unitat Popular                             | Mireia Vehí          | Sinistra / Sinistra radicale | - Indipendentismo catalano - Anticapitalismo - Socialismo           | 9 / 1 258            | 313 / 66 979      | Catalogna                  |
|         |         | Partito Aragonese (PAR) Partido Aragonés                                                     | Alberto Izquierdo    | Centro-destra                | - Regionalismo - Centrismo                                          | 1 / 1 258            | 661 / 66 979      | Aragona                    |
|         |         | Coalición por Melilla (CpM)                                                                  | Mustafa Aberchán     | Centro-sinistra              | - Socialdemocrazia - Progressismo - Regionalismo                    | 5 / 25               |                   | Melilla                    |
|         |         | Nueva Canarias–Bloque Canarista (NC–BC)                                                      | Román Rodríguez      | Centro-sinistra / Sinistra   | - Nazionalismo canario - Socialdemocrazia                           | 5 / 70               | 105 / 66 979      | Canarie                    |
|         |         | Unione Aragonese (CHA) Chunta Aragonesista                                                   | Joaquín Palacín      | Sinistra                     | - Nazionalismo aragonese - Ecosocialismo                            | 3 / 67               | 148 / 66 979      | Aragona                    |
|         |         | Unione del Popolo Leonese (UPL) Unión del Pueblo Leonés                                      | Luis Mariano Santos  | Sinistra / Centro-sinistra   | - Regionalismo - Autonomismo                                        | 3 / 81               | 151 / 66 979      | Castiglia e León           |
|         |         | Adelante Andalucía (AA)                                                                      | Teresa Rodríguez     | Sinistra                     | - Nazionalismo andaluso - Populismo di sinistra - Anticapitalismo   | 2 / 109              |                   | Andalusia                  |
|         |         | Més per Menorca (MxMe)                                                                       | Manel Martí          | Sinistra                     | - Nazionalismo di sinistra - Socialismo democratico - Ambientalismo | 2 / 59               | 20 / 66 979       | Isole Baleari (Minorca)    |
|         |         | Movimento per la Dignità e la Cittadinanza (MDyC) Movimiento por la Dignidad y la Ciudadanía | Fatima Hamed         | Sinistra                     | - Autonomismo ceuto - Regionalismo                                  | 3 / 25               |                   | Ceuta                      |
|         |         | Ceuta Ya! (CY!)                                                                              | Mohamed Mustafa      | Sinistra                     | - Autonomismo ceuto - Socialismo democratico                        | 2 / 25               |                   | Ceuta                      |
|         |         | Sa Unió de Formentera (Sa Unió)                                                              | Llorenç Córdoba      | Centro-destra                | - Conservatorismo                                                   | 1 / 59               | 9 / 66 979        | Isole Baleari (Formentera) |
|         |         | Somos Melilla (SML)                                                                          | Amin Azmani          | Centro                       | - Regionalismo                                                      | 1 / 25               |                   | Melilla                    |

## Partiti senza rappresentanza parlamentare
- Partito Animalista Con l'Ambiente[18] (Partido Animalista Con el Medio Ambiente, PACMA) (2003–)
- Falange Española de las JONS (1976–)
- Partito Libertario (2009–)
- Escaños en Blanco (2010–)
- Por un Mundo más Justo (PM+J) (2004–)
- Recortes Cero (2014–)
- Los Verdes–Grupo Verde (1994–)
- Partito Umanista (Partido Humanista) (1984–)
- Partito Carlista (Partido Carlista) (1970–)
- Comunione Tradizionalista Carlista (Comunión Tradicionalista Carlista, CTC) (1986–)
- Partito Pirata (Partido Pirata) (2006–)
- Partido de Internet (PDI) (2009–)
- Falange Auténtica (FA) (2002–)
- Confederazione dei Verdi (Confederación de los Verdes, LV) (1984–)
- Anticapitalistas (1995–)
- Ciudadanos en Blanco (2002–2022)
- Partido Cannábico (2003–)
- Partido del Karma Democrático (2000–)
- Los Verdes Ecopacifistas (1988–)
- Actúa (2017–)
- Alternativa Repubblicana (Alternativa Republicana, ALTER) (2013–)
- Volt España (2018–)

### Partiti comunisti
- Unificazione comunista di Spagna (Unificación Comunista de España, UCE) (1973–)
- Partito Comunista Operaio Spagnolo (Partido Comunista Obrero Español, PCOE) (1973–)
- Partito Comunista dei Popoli di Spagna (Partido Comunista de los Pueblos de España, PCPE) (1984–)
- Partito Comunista di Spagna (marxista–leninista) (Partido Comunista de España (marxista–leninista)) (2006–)
- Sinistra Rivoluzionaria (Izquierda Revolucionaria) (2017–)
- Partito Comunista dei Lavoratori di Spagna (Partido Comunista de los Trabajadores de España, PCTE) (2019–)
- Partito Operaio Socialista Internazionalista (Partido Obrero Socialista Internacionalista, POSI) (1980–)
- Lucha Internacionalista (LI) (1999–)
- Partido Marxista-Leninista (Reconstrucción Comunista) (PML (RC)) (2014–)

### Partiti nazionalisti
- Democrazia Nazionale (Democracia Nacional, DN) (1995–)
- España 2000 (E-2000) (2002–)
- Alternativa Española (AES) (2003–)
- Alleanza Nazionale (Alianza Nacional, AN) (2006–)
- Partito per la Libertà (Partido por la Libertad, PxL) (2013–)

### Partiti regionalisti

#### Andalusia
- Partito Andaluso (Partido Andalusí) (2023–)
- Partito Regionalista per l'Andalusia Orientale (Partido Regionalista por Andalucía Oriental, PRAO) (2010–)

#### Asturie
- Partíu Asturianista (PAS) (1985–)
- Andecha Astur (1990–)
- Sinistra Asturiana (IAS) (1992–)
- Bloque por Asturies (BA) (2003–)
- Unidá (2007–)

#### Cantabria
- Consiglio Nazionalista Cantabrico (Conceju Nacionaliegu Cántabru, CNC) (1995–)

#### Castiglia e León
- Partido de El Bierzo (PB) (1979–)
- Partido Regionalista del País Leonés (PREPAL) (1980–)
- Unità Regionalista di Castiglia e León (Unidad Regionalista de Castilla y León, URCL) (1992–)
- Sinistra Castigliana (Izquierda Castillana, IzCa) (2002–)

#### Catalogna
- Estat Català (1922–)
- Partito Pirata della Catalogna (2010–)
- Fronte Nazionale della Catalogna (Front Nacional de Catalunya, FNC) (2013–)

#### Estremadura
- Estremadura Unita (Extremadura Unida, EU) (1980–)

#### Galizia
- Fronte Popolare Galiziano (Frente Popular Galega, FPG) (1986–)
- Partito della Terra (Partido da Terra) (2011–)

#### Comunità Autonoma di Madrid
- Los Verdes de la Comunidad de Madrid (LVCM) (1995–)

#### Navarra
- Batzarre (1987–)